# Nathan Burns
Nathan Burns (Orange, 1988. május 7. –) ausztrál labdarúgó, az élvonalbeli Wellington Phoenix csatára.

## Pályafutása

### Klubcsapatban
2006–2008 között az Adelaide United labdarúgója volt. 2008–2012 között a görög AÉK csapatában szerepelt, de 2009–10-ben Kérkira együttesében szerepelt kölcsönben. 2012–2014 között a dél-koreai Incheon United, 2013–14-ben a Newcastle Jets, 2014–15-ben az új-zélandi Wellington Phoenix, 2015–2017 között a japán FC Tokió, 2017-ben a Sanfrecce Hirosima labdarúgója volt.
2018–19-ben a Wellington Phoenix csapatában fejezte be az aktív játékot.

### Az ausztrál válogatottban
2007–2016 között 24 alkalommal szerepelt az ausztrál válogatottban és három gólt szerzett.

## Sikerei, díjai
Ausztrália
- Ázsia-kupa
  - győztes: 2015
  - döntős: 2011-es Ázsia-kupa

 AÉK
- Görög kupa
  - győztes: 2011